# Oligonychus beeri
Oligonychus beeri är en spindeldjursart som beskrevs av Estebanes och Baker 1968. Oligonychus beeri ingår i släktet Oligonychus och familjen Tetranychidae. Inga underarter finns listade i Catalogue of Life.